# Elise Laverick
Elise Mary Laverick (Suhl, 27 luglio 1975) è una canottiera britannica, vincitrice di due medaglie di bronzo olimpiche nel 2 di coppia, sia ad Atene 2004 che a Pechino 2008.

## Palmarès
- Olimpiadi

Atene 2004: bronzo nel 2 di coppia.
Pechino 2008: bronzo nel 2 di coppia.
- Campionati del mondo di canottaggio

1997 - Aiguebelette: bronzo nell'8 con.
2007 - Monaco di Baviera: bronzo nel 2 di coppia.